# Surány Erzsébet
Surány Erzsébet (Budapest, 1911. november 14. – Kolozsvár, 1972. november 26.) magyar grafikus, illusztrátor, jelmeztervező.

## Életútja, munkássága
Budapesti magániskolákban végezte művészeti tanulmányait, egy ideig Koffán Károly grafikus, festőművész irányításával. 1945-től Kolozsváron élt. 1950–55 között a kolozsvári bábszínház művészeti igazgatója, majd 1958-ig az Erdélyi Néprajzi Múzeum osztályvezetője.
Több ifjúsági kiadványt és meséskönyvet illusztrált (Veress Zoltán: Irgum-Burgum Benedek. 1959; Kiss Jenő: Gépek erdeje. 1960; Kék virág. 1961; Cervantes: Don Quijote. 1971). Számos illusztrációja jelent meg az Utunkban, Napsugárban, Dolgozó Nőben. Plakátokat, bábjelmezeket tervezett.